# Stamnodes rubrosuffusa
Stamnodes rubrosuffusa är en fjärilsart som beskrevs av Grossbeck 1912. Stamnodes rubrosuffusa ingår i släktet Stamnodes och familjen mätare. Inga underarter finns listade i Catalogue of Life.